# Esino bianco
L'Esino bianco è un vino DOC la cui produzione è consentita nelle province di Ancona e Macerata.

## Caratteristiche organolettiche
- colore: paglierino tenue
- odore: caratteristico intenso
- sapore: asciutto

## Produzione
Provincia, stagione, volume in ettolitri
- Ancona  (1995/96)  1046,05
- Ancona  (1996/97)  6416,05
- Macerata  (1995/96)  432,39
- Macerata  (1996/97)  1364,58